# Prionobelum levis
Prionobelum levis är en mångfotingart som först beskrevs av Carl Graf Attems 1938.  Prionobelum levis ingår i släktet Prionobelum och familjen Zephroniidae. Inga underarter finns listade i Catalogue of Life.